# Пети, Луи
Луи Пети (фр. Louis Petit; 21 февраля 1868, Вьюз-ла-Шьезаз, Франция — 5 ноября 1927, Афины, Греция) — французский прелат. Архиепископ Афинский с 4 марта 1912 по 24 июня 1926. Апостольский делегат в Греции с 4 марта 1912 по 24 июня 1926. титулярный архиепископ Коринфа с 24 июня 1926.

## Биография
Родился 21 февраля 1868 года во Франции.
4 марта 1912 года Римский папа Пий X назначил Пети афинским архиепископом. 25 апреля состоялось рукоположение Пети в епископа, которое совершил кардинал Франсуа де Ровери де Кабрьер в сослужении с епископом Анси Пьером-Люсьеном Кампристроном и епископом Агостино Зампини.
24 июня 1926 года Пети вышел на пенсию и был назначен титулярным архиепископом Коринфа.
Скончался 5 ноября 1927 года.